# Stephen McPhee
Stephen McPhee (Glasgow, 5 juni 1981) is een Schots oud-voetballer. Hij is een oud jeugdspeler van de Nederlandse voetbalclub Vitesse. Verder speelde hij voor clubs in Schotland (St. Mirren FC), Engeland (Coventry City FC, Port Vale FC, Hull City AFC en Blackpool FC) en Portugal (SC Beira-Mar). In totaal scoorde hij in zijn 249 gespeelde wedstrijden 55 doelpunten. Twee weken na de promotie naar het hoogste voetbalniveau in Engeland stopte hij na een knieblessure van 18 maanden. Hij speelde eenmaal voor Schotland onder 21. Stephen is een broer van Gary McPhee.